# Ferrari FXX-K
Ferrari FXX-K är en sportbil från den italienska biltillverkaren Ferrari, baserad på LaFerrari. Bilen introducerades på Yas Marina Circuit i december 2014.
Den nya banversionen har uppdaterad aerodynamik med spoilers för högre marktryck. Hybriddrivlinan är densamma som i LaFerrari men har trimmats till att leverera sammanlagt 1 050 hk och 860 Nm.
Likt sin företrädare är FXX-K enbart avsedd för körning på racerbana och går inte att registrera för landsvägstrafik. En exklusiv skara utvalda kunder som redan äger flera Ferrari-bilar erbjuds köpa ett exemplar för 2 200 000 euro . Ferrari anordnar sedan bandagar där kunderna bjuds in att få köra sina bilar.

## Tekniska data
| Tekniska data               | Ferrari FXX-K                                                         |
| --------------------------- | --------------------------------------------------------------------- |
| Motor:                      | 12-cylindrig 65° V-motor                                              |
| Cylindervolym:              | 6262 cm³                                                              |
| Borrning x slaglängd:       | 94,0x75,2 mm                                                          |
| Max effekt vid varvtal:     | 860 hk vid 9 200 v/min                                                |
| Max vridmoment vid varvtal: | 750 Nm vid 6 500 v/min                                                |
| Ventilstyrning:             | Dubbla överliggande kamaxlar per cylinderrad, 4 ventiler per cylinder |
| Bränslesystem:              | Bränsleinsprutning                                                    |
| Hybridsystem:               | KERS-system med elmotor på 140 kW                                     |
| Växellåda:                  | 7-växlad växellåda med dubbelkoppling                                 |
| Bromsar:                    | Keramiska skivbromsar                                                 |
| Hjulupphängning fram:       | Dubbla tvärlänkar, skruvfjädrar                                       |
| Hjulupphängning bak:        | Multilänk, skruvfjädrar                                               |
| Chassi & kaross:            | Kolfiberchassi med kaross i Kevlar.                                   |
| Däck:                       | Fram: 285/650 R19 Bak: 345/725 R20                                    |
| Hjulbas:                    | 2650 mm                                                               |
| L x B x H:                  | 4896 x 2051 x 1116 mm                                                 |
| Torrvikt:                   | 1255 kg                                                               |